# Di me cosa ne sai
Di me cosa ne sai è un film documentario del 2009 diretto Valerio Jalongo.
Il film è stato presentato nella rassegna Giornate degli autori nell'ambito della 66ª Mostra internazionale d'arte cinematografica di Venezia ricevendo una menzione speciale (premio fedic).
Oggetto del documentario è il declino del cinema italiano con interviste a protagonisti quali il produttore Dino De Laurentiis e il regista Mario Monicelli. Il produttore racconta di come la legge Andreotti (Legge 958/49) tutelò il cinema italiano mentre la successiva legge Corona (Legge 1213/65) fu una delle cause che lo costrinsero ad emigrare negli Stati Uniti per continuare la propria attività.

## Trama
Il documentario analizza l'irrompere della televisione commerciale e dell'auditel citando la campagna Non si interrompe un'emozione contro le interruzioni pubblicitarie nei film trasmessi in televisione, che vide tra i promotori Federico Fellini del quale vengono riproposti alcuni interventi dell'epoca. Vengono documentati spietatamente eventi quali la diffusione dei multisala, la progressiva centralità della rappresentazione televisiva nell'immaginario italiano e la scomparsa delle sale cinematografiche nei centri urbani, contrapposti alle figure di registi impegnati a riappropriarsi delle pellicole perdute dei propri film, piccoli proprietari di sala intenti a promuovere film d'autore e proiezionisti itineranti.